# Caetano N'Tchama
Caetano N'Tchama (1955-2007) foi um político da Guiné-Bissau e ex-primeiro-ministro. Ocupou esse posto de 19 de fevereiro de 2000 a 19 de março de 2001 e foi membro do Partido da Renovação Social (PRS).
N'Tchama serviu como Ministro do Interior sob o governo do primeiro-ministro Francisco Fadul de 1999 a 2000; no governo de unidade nacional de Fadul, que foi empossado em 20 de fevereiro de 1999, N'Tchama foi um dos membros escolhidos pela junta militar de Ansumane Mané.  Após a eleição do líder do PRS Kumba Ialá como Presidente, N'Tchama - que é primo de Ialá - foi escolhido pelo PRS como primeiro-ministro em uma votação partidária em 24 de janeiro de 2000, com 46 votos favoráveis e seis contrários. Durante seu mandato, foi acusado de corrupção.
Em março de 2001, o PRS realizou discussões sobre a substituição de N'Tchama como primeiro-ministro. Ialá  demitiu N'Tchama em 19 de março argumentando que esta medida era necessária. N'Tchama tornou-se chefe da Junta de Auditoria Interna antes de ser nomeado procurador-geral em 6 de setembro de 2001.